# Venteuil
Venteuil település Franciaországban, Marne megyében. Lakosainak száma 483 fő (2022. január 1.). Venteuil Damery, Belval-sous-Châtillon, Boursault és Cœur-de-la-Vallée községekkel határos.

## Népesség
A település népessége az elmúlt években az alábbi módon változott:
| Lakosok száma | 580  | 553  | 558  | 590  | 545  | 537  | 529  | 528  | 525  | 483  |
|               | 1968 | 1982 | 1990 | 2006 | 2013 | 2015 | 2017 | 2019 | 2020 | 2022 |